# 久保井一匡
久保井 一匡（くぼい かずまさ、1938年3月25日 - ）は、日本の弁護士で日本弁護士連合会元会長。久保井総合法律事務所所長。兵庫県美方郡香美町小代区出身。

## 経歴
- 1938年 - 兵庫県美方郡小代村（現在の香美町小代区）にて出生
- 兵庫県立八鹿高等学校を卒業（8期生）[2]
- 1960年3月 - 東北大学法学部卒業[3]
- 1962年3月 - 最高裁判所 司法修習 修了（14期）[3]
- 1962年4月 - 弁護士登録（大阪弁護士会）[3]
- 1976年10月 - 久保井一匡法律事務所（現･久保井総合法律事務所）設立[3]
- 1998年4月 - 大阪弁護士会会長、近畿弁護士会連合会理事長[3]
- 2000年4月 - 日本弁護士連合会会長（-2002年3月）[3]
- 2002年 - 兵庫県香美町（旧・美方町）名誉町民[3]
- 2003年6月 - 日本弁護士政治連盟理事長（-2007年5月）[3]
- 2008年5月 - 旭日重光章受章[3]
- 2019年10月 - 関西電力第三者委員会特別顧問[4]

## その他
- 出身地である兵庫県美方郡香美町小代区の小代地区公民館に、久保井一匡が寄贈した「久保井文庫」が設置されている[5]。